# Canthidium bicolor
Canthidium bicolor là một loài bọ cánh cứng trong họ Bọ hung (Scarabaeidae).